# Banque des citoyens de la Louisiane
La Banque des citoyens de la Louisiane (anglais: Citizens Bank of Louisiana), basée à la Nouvelle Orléans dans les années 1830 était la plus grande banque des États-Unis par sa capitalisation à sa création en avril 1833, exception faite de la banque centrale.

## Histoire
À la fin des années 1820, Edmund J. Forstall, négociant en coton de la Nouvelle Orléans, avait fait la connaissance de Thomas Baring et Joshua Bates, deux associés-gérants de Barings venus dans la ville. Au printemps 1830, invité par eux à Londres, il fait une tournée européenne pour rencontrer des investisseurs. La Banque des citoyens de la Louisiane  est créée en avril 1833, un an après l'Union Bank of Louisiana, dont l'augmentation de capital initiale avait été sursouscrite, donnant aux financiers l'idée d'aller plus loin. Leurs créations représente deux grosses opérations financières, à l'aube du développement de la culture du coton dans la vallée du Mississippiː dans les cinq premières années de la décennie 1830, les États-Unis vont exporter 71 millions de dollars de coton et représenter 80̥ pour cent des approvisionnements britanniques. Edmund J. Forstall sera successivement président des deux institutionʂ.
La Banque des citoyens est alors la banque américaine la mieux capitalisée de l'époque, avec douze millions de dollars, reposant sur des hypothèques sur les terres et les esclaves, plus qu'aucune autre aux États-Unis. La banque de l'État de Louisiane, créée en 1815 dans la région de l'ouest la plus dynamique sur ce point, dont l'État détenait le quart du capital, ne capitalisait que deux millions de dollars.
La Banque des citoyens de la Louisiane est fondée pour les opérations foncières, au même titre qu'un établissement plus petit, la "Consolidation Association of Planters", créée en 1828, et qui avait dû recourir au sauvetage de l'État après une émission obligataire insuffisamment souscrite. Mais la dualité de ses missions, foncier et commerce du coton, a toujours mis mal à l'aise son président, plus compétent pour la seconde.
Un peu avant la Panique de 1837, grâce à son allié européen, Manuel Julián de Lizardi y Migoni, qui a des filiales à Paris, Londres et Liverpool, la Banque des citoyens de la Louisiane réussi à draîner d'importants financements en Europe. La Banque des citoyens de la Louisiane lève en particulier 3 millions de dollars à Amsterdam. Cependant, à la mi-1836, la Hope and Co, chargée du placement à Amsterdam, souligne qu'elle a des difficultés à mener à bien l'opération car le marché est saturé. L'emprunt est modifié en août, afin que le versement de l'intérêt puisse être effectué aussi à Paris et Londres. La City Bank de la Nouvelle-Orléans refuse alors d'accepter le note de la "Banque des citoyens" en réclamant un audit de son bilan. Celle-ci accepte en mai 1837, via le Trésorier de l'État et cinq banquiers de la place. En juin, des rumeurs accusent son président et Hope and Co d'avoir reçu des pots-de-vin.
Au même moment, l'État de Louisiane autorise la création d'une dizaine de banques, sur l'année 1836, fragilisant le système financier. Des établissements bancaires financent la construction de deux grands hôtels, deux lignes de chemin de fer et une société de gaz de ville. En 1837, les seize banques de l'État capitalisent au total 39 millions de dollars, dont la moitié a été émis en Europe, principalement aux Pays-Bas, surtout grâce à la garantie de leurs emprunts par l'État de Louisiane, et sept millions sur les place américaines, principalement Philadelphie, mais aussi Boston et New York. La Louisiane est l'État le plus bancarisé du pays, avec 25 dollars de billets par habitant, devant le Massachusetts (21,8 dollars, et avec trois fois plus que d'autre États. Lors de la Panique de 1837, les banques de l'État font toutes défaut sauf l'Union Bank, les actions sont suspendues. L'État voisin du Mississippi refuse de sauver ses banques, sur les 25 qui existaient en 1837, seules deux ont survécu en 1841. 
En pleine crise, seize financiers importants de la Nouvelle-Orléans se retrouvent dans les locaux de l'Union Bank of Louisiana, pour tenter de trouver des solutions à la crise. Un plan de sauvegarde propose de mettre l'accent sur l'escompte du papier commercial, en attendant au moins le mois de décembre pour que chacun détaille ses comptes d'actifs. L'accord proposé est cependant rejeté immédiatement par le conseil d'administration de la Citizens Bank of Louisiana, car le climat est à sécuriser ses propres intérêts, pour les banques les plus solides, "et seulement après à penser à ce qui peut bénéficier à la communauté", commente L'Abeille de la Nouvelle-Orléans, journal local bilingue. 
En 1838, après la crise, Edmund J. Forstall doit démissionner de la présidence de la Banque des citoyens de la Louisiane, après s'être désolidarisé de son allié européen, Manuel Julián de Lizardi y Migoni. Il achètera le 4 août 1857, avec sa femme Clara Duel, une belle maison de la rue Saint-Louis, dans le Vieux-Carré.
La Banque des citoyens de la Louisiane fera faillite en 1843. Elle est précédée par la "Consolidation Association of Planters", qui est en faillite dès 1840. D'autres établissements de la vallée du Mississippi font de même. Ainsi, l'action de la "Planters Bank of Natchez" ne vaut plus qu'un dollar en 1842 contre 118 à son sommet en mars 1837.